# Битка при Ипсос
Битката при Ипса (Ipsos) е битка през лятото на 301 г. пр. Хр. по време на борбите на Диадохите за наследството на Александър Велики. Тя се провежда близо до древното селище Ипса (Ipsos) във Фригия, в западна Анатолия, в днешна Западна Турция. Завършва с победа на Диадохската коалицията над Антигонидите от Древна Македония и маркира края на борбата за запазване на империята на Александър в нейната цялост.
Командири на Антигонидите са Антигон I Монофталм (†) и Деметрий I Полиоркет с 45 хиляди тежка пехота, 25 хиляди лека пехота, 10 хиляди кавалеристи, 75 слона. Антигон пада убит, синът му Деметрий се спасява в Ефес.
Командири на диадохите са Селевк I Никатор, Лизимах, Антиох I Сотер, генерал Плистарх, генерал Препелай, Касандър с 40 хиляди тежка пехота, 20 хиляди лека пехота, 12 хиляди персийски кавалеристи, 3 хиляди тежка кавалерия, 480 слона, 100 колесници.